# Anaukpetlun
König Anaukpetlun (birmanisch အနောက်ဖက်လွန်, * April 1578 in Prome; † 29. Mai 1628 in der Nähe von Pegu) war von 1606 bis 1628 Herrscher des Königreichs Ava im heutigen Myanmar. Er gehörte der Nyaungyan-Dynastie, einem Zweig der Taungu-Dynastie an. Nach dem Zerfall des ersten Taungu-Reichs mit Sitz in Pegu und der Zersplitterung Birmas in viele Einzelherrschaften, brachte er das Land wieder unter eine einheitliche Herrschaft.
Anaukpetlun war der Sohn des Prinzen Nyaungyan und damit ein Enkel von Bayinnaung, der als militärisch sehr erfolgreicher Eroberer in die Geschichte einging, und gehörte als solcher der Taungu-Dynastie an, die zwischen 1486 und 1752 auf dem Gebiet des heutigen Birma herrschte. Anaukpetluns Onkel Nandabayin verlor im Laufe seiner 18-jährigen Herrschaft nach und nach die Kontrolle über das riesige Reich, das ihm Bayinnaung hinterlassen hatte. Vom Krieg gegen Siam geschwächt, brach 1599 ein Krieg der einzelnen birmanischen Fürstentümer gegeneinander aus, in dessen Verlauf die Hauptstadt Pegu zerstört wurde. Das „Zweite Birmanische Reich“ zerfiel in viele unabhängige Einzelstaaten. Anaukpetlun bestieg 1606 den Thron von Ava, das unter Führung seines Vaters den größten Teil Oberbirmas und der westlich des Flusses Saluen gelegenen Shan-Staaten unter seine Kontrolle gebracht hatte. 
Sogleich führte er eine Invasion in das mittlere Birma an, eroberte 1607 Prome und 1610 Taungu. Er setzte seinen Eroberungszug fort bis nach Syriam, wo der portugiesische Abenteurer und Kaufmann Filipe de Brito das Sagen hatte, und konnte die Stadt nach langer Belagerung 1613 einnehmen. Brito und die portugiesische samt der eurasischen Bevölkerung wurden versklavt und standen für die späteren Herrscher des birmanischen Reiches als gute Schützen zur Verfügung. 
Im gleichen Jahr drang Anaukpetlun nach Siam ein (Siamesisch-Birmanischer Krieg) und konnte für kurze Zeit Teile der Tenasserim-Halbinsel einnehmen, wurde dort aber nach einem Jahr wieder durch portugiesische und siamesische Truppen zurückgedrängt. 1616 unterwarf er das Königreich der Mon an der Südküste,  nahm Martaban und Tavoy ein. Er setzte die Festigung seiner Macht über Birma fort, wurde aber 1628 von seinem Sohn Minyedeippa ermordet, der die Rache seines Vaters aufgrund einer Liaison mit einer von dessen Konkubinen  fürchtete. Dieser wiederum wurde nach etwa einem Jahr von Anaukpetluns Bruder Thalun gefangen genommen und zum Tode verurteilt.
| Personendaten    | Personendaten                                                                                     |
| ---------------- | ------------------------------------------------------------------------------------------------- |
| NAME             | Anaukpetlun                                                                                       |
| KURZBESCHREIBUNG | König von Ava im heutigen Myanmar, sorgte für die Wiedervereinigung des birmanischen Königreiches |
| GEBURTSDATUM     | April 1578                                                                                        |
| GEBURTSORT       | Prome                                                                                             |
| STERBEDATUM      | 29. Mai 1628                                                                                      |
| STERBEORT        | bei Pegu                                                                                          |